# Henri Stierlin
Henri Stierlin (2. dubna 1928, Alexandrie – 10. září 2022, Ženeva) byl švýcarský novinář, spisovatel populárních děl o dějinách umění a architektury a fotograf.

## Vzdělání
Stierlin se narodil v Alexandrii v Egyptě. Studoval klasiku a právo na univerzitách v Lausanne a Curychu. Získal bakalářský titul (právo) v Lausanne v roce 1954. V letech 1977–1978 studoval teorii dějin umění na univerzitě v Grenoblu a napsal disertační práci o Symbolické povaze perské mešity.

## Novinářskou kariéru
Stierlin byl publicista v dějinách umění a redaktor ve švýcarských novinách Tribune de Geneve od roku 1955 do roku 1962 a rozhlasový novinář v Radio Suisse v roce 1957 (kulturní pořady) Editor pro Rizzoli. V roce 1963 se stal šéfredaktorem švýcarského časopisu Radio-TV a architektonickým redaktorem časopisu Werk-Œuvre v roce 1972. V roce 2004 byl jmenován rytířem Čestné legie.
V roce 2009 vyvolal rozruch prohlášením, že busta královny Nefertiti v Egyptském muzeu v Berlíně je podvrh. Jeho argumenty však byly jinými odbnorníky zpochybněny.

## Knihy a publikace
- Živá architektura: starověká mexická (1968), 192 stran[6][7]
- Encyklopedie světové architektury svazek 2 (1978), 499 stran[6][8]
- The pre-Colombian (1979), 95 stran[9]
- Umění Mayů: od Olméků po Toltécké Maye (1981), 211 stran[6][10]
- Art of the Aztecs (1982), 36 stran[2]
- Kulturní historie předkolumbovské Ameriky (1984)[11]
- Umění Inků a jeho původ (1984), 240 stran[6][12]
- Ma'yan (1994), 192 stran[13]
- Angkor and Khmer art (1997), 96 stran[14]
- Umění islámu na východě, od Isfahánu po Tádž Mahal, Grund, Paříž, 2002.
- L'architecture de l'Islam: Au service de la foi et du pouvoir, kolektiv autorů: Horizonty ((knižní série nº 443), Arts. Paříž: Gallimard, 2003 Deus ex Machina, Infolio, Gollion, 2004
- Římská říše: od Etrusků k úpadku Římské říše (2004), 240 stran[6][15]
- Umění středomořského islámu, od Damašku po Cordobu, Grund, Paříž, 2005
- Fotografická vize architektury: Itinerář v obraze, Infolio, Gollion, 2005. 128s. Splendors of the Persian Empire, Grund, Paříž, 2006.
- Zlato faraonů (2007), 235 stran[16]
- The Pharaohs master builders (2008), 255 stran[6][17]
- Řecko: od Mykén k Parthenonu (2009), 224 stran[6][18]
- Le buste de Néfertiti: Une imposture de l'égyptologie?, Infolio, Gollion, 2009
- Teotihuacán: La cité des Dieux, kol. Horizonty (knižní série), 2009
- Rituály a záhady zbožštěných králů (2010), 224 stran[19]

### S Annou Stierlinovou
- Splendor of an Islam World (1997), 219 stran[20]
- Hinduistická Indie: z Khajuraho do chrámového města Madurai (1998), 237 stran[21]
- Turecko: od Selçuků k Osmanům (1998), 237 stran[22]
- Islámské umění a architektura (2002), 319 stran[23]

### Joint
- Pedro Ramirez Vasquez - Living architecture: Mayan (1964), 192 stran[24]
- Hiroshi Daifuku, Philipe Stern, Ta-kuan Chou, Madeleine Giteau, Son Soubert, Luc Ionesco - SOS Angkor (1971), 42 stran[25]
- Karl Gerstner - Duch barev: umění Karla Gerstnera: devět obrázkových kapitol a vybrané eseje (1981), 225 stran[26]
- Octavio Autpaz; Iris Barry; Daniele Lavallee; Jean Paul Barbier; Conceicao, G. Correa (2000) - Předkolumbovská Amerika: Rituální umění Nového světa Henri Stierlin;[27]